# Рамадан на Мальдівах
Рамадан на Мальдівах має велике релігійне та культурне значення на Мальдівах, де населення повністю сповідує сунітський іслам. Дотримання Рамадану передбачає піст від світанку до заходу сонця, активні молитви, благодійність і громадські зібрання.

## Культурні традиції та свята
Особлива мальдівська традиція Маагефун відзначає початок Рамадану. Родини, друзі та організації збираються, щоб розділити останній прийом їжі перед постом. На бенкеті подають традиційні мальдівські закуски, виготовлені з місцевих інгредієнтів, таких як риба, кокос, маніока, таро, лайм, перець чилі та банани. Маагефун слугує спільним святом, що сприяє єдності та духовній готовності до посту.

## Державна політика та суспільне життя
Уряд Мальдів змінює офіційні робочі години, щоб узгодити їх до духовних практик Рамадану. Під час Рамадану державні установи працюють з 9:00 до 13:30, що дозволяє працівникам дотримуватися посту та займатися релігійною діяльністю.
У 2024 році президент доктор Мохамед Муїззу оголосив останні десять днів Рамадану офіційними державними святами, починаючи з 20-го числа місяця. Це рішення має на меті підтримувати ісламські цінності та заохочувати громадян віддавати пріоритет релігійним обрядам у цей священний період.
Уряд визнає необхідність безперервного надання основних послуг і надає спеціальні надбавки працівникам, які повинні працювати протягом останніх десяти днів Рамадану. Ці надбавки компенсують працівникам роботу під час свят і визнають внесок основних працівників.

## Економічні заходи та соціальне забезпечення
Щоб полегшити фінансовий тягар для громадян під час Рамадану, уряд Мальдівських островів запроваджує кілька заходів допомоги, як-от
- докладено зусиль, щоб ціни на основні продукти харчування протягом місяця залишалися стабільними;[6]

- основні продукти харчування, такі як борошно, рис і цукор, роздають населенню як подарунки на Рамадан;[7]

- для зменшення домашніх витрат у період посту передбачені знижки на рахунки за електроенергію та воду.[7]

## Економічний і соціальний вплив

### Туризм
На відміну від багатьох інших країн з мусульманською більшістю, під час Рамадану туристична індустрія Мальдівських островів продовжує працювати у звичайному режимі. Хоча курорти працюють у звичайному режимі, місцеві острови дотримуються суворіших ісламських практик. Очікується, що туристи поважатимуть звичаї посту, уникаючи громадського харчування та пиття у світлий час доби.

### Медіа та розваги
Мальдівські телеканали, такі як MVTV, транслюють спеціальні програми про Рамадан, включаючи релігійні лекції, читання Корану та сімейні шоу.